# 许癸厄亚

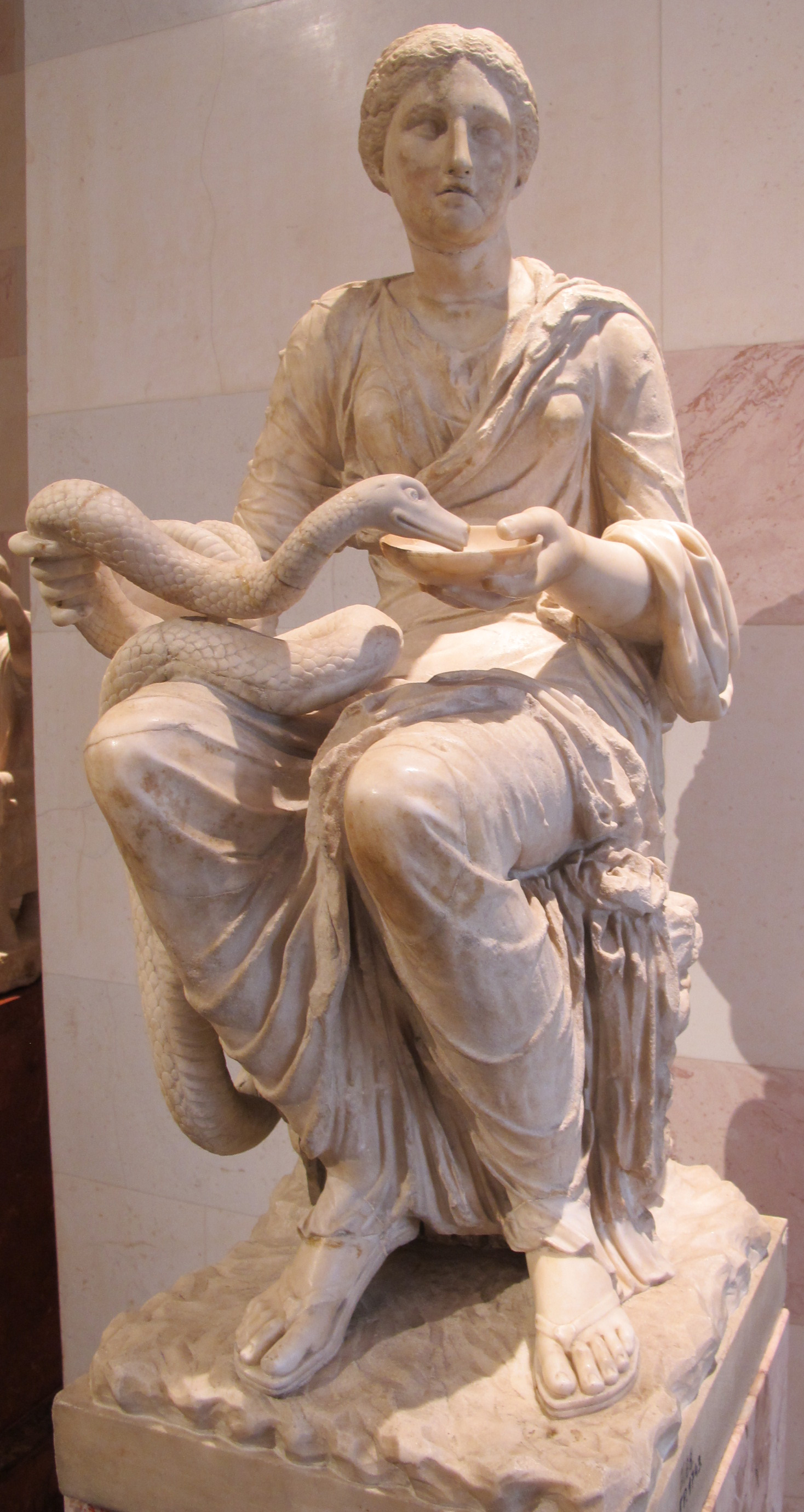
许癸厄亚

许癸厄亚或譯希吉亚（Hygieia，古希腊语：Ὑγιεία）希腊神话中的健康女神。
许癸厄亚是医神阿斯克勒庇俄斯的女儿，也是后者的伴神，其典型形象是一个用碗餵蛇的少女。根据普鲁塔克的记载，许癸厄亚曾是雅典娜的一个别名。
许癸厄亚主司健康与卫生。古代希波克拉底派的医生宣讀醫師誓詞时，除了阿波羅與阿斯克勒庇俄斯，亦向许癸厄亚、帕那刻亞姐妹宣誓。在雅典于公元前429年爆发惨烈的大瘟疫后，出现了以许癸厄亚为崇拜对象的教派。几个主要的敬奉她的神殿分别位于厄庇道洛斯、科林斯和帕加马。
在罗马神话中，对应于许癸厄亚的神祇是萨卢斯（司健康与繁荣的女神）。
小行星第10号健神星的名字来自许癸厄亚。
她的名字也是英語中hygiene的語源。

## 资料来源
- 《世界神话辞典》，辽宁人民出版社，ISBN 7-205-00960-X